# Era Fascista

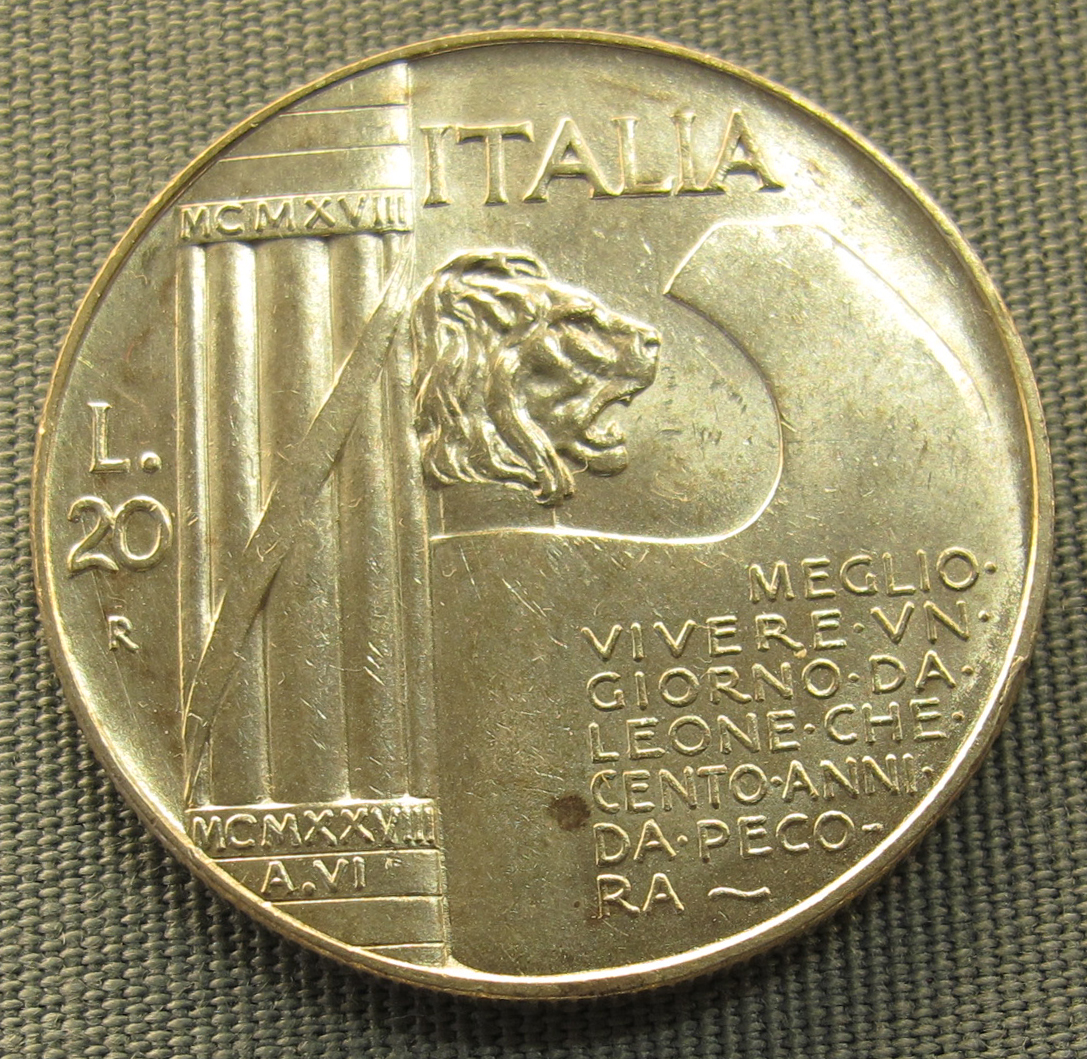
Italienische Münze aus der faschistischen Ära, datiert mit MCMXXVIII A.VI (1928, A.6)

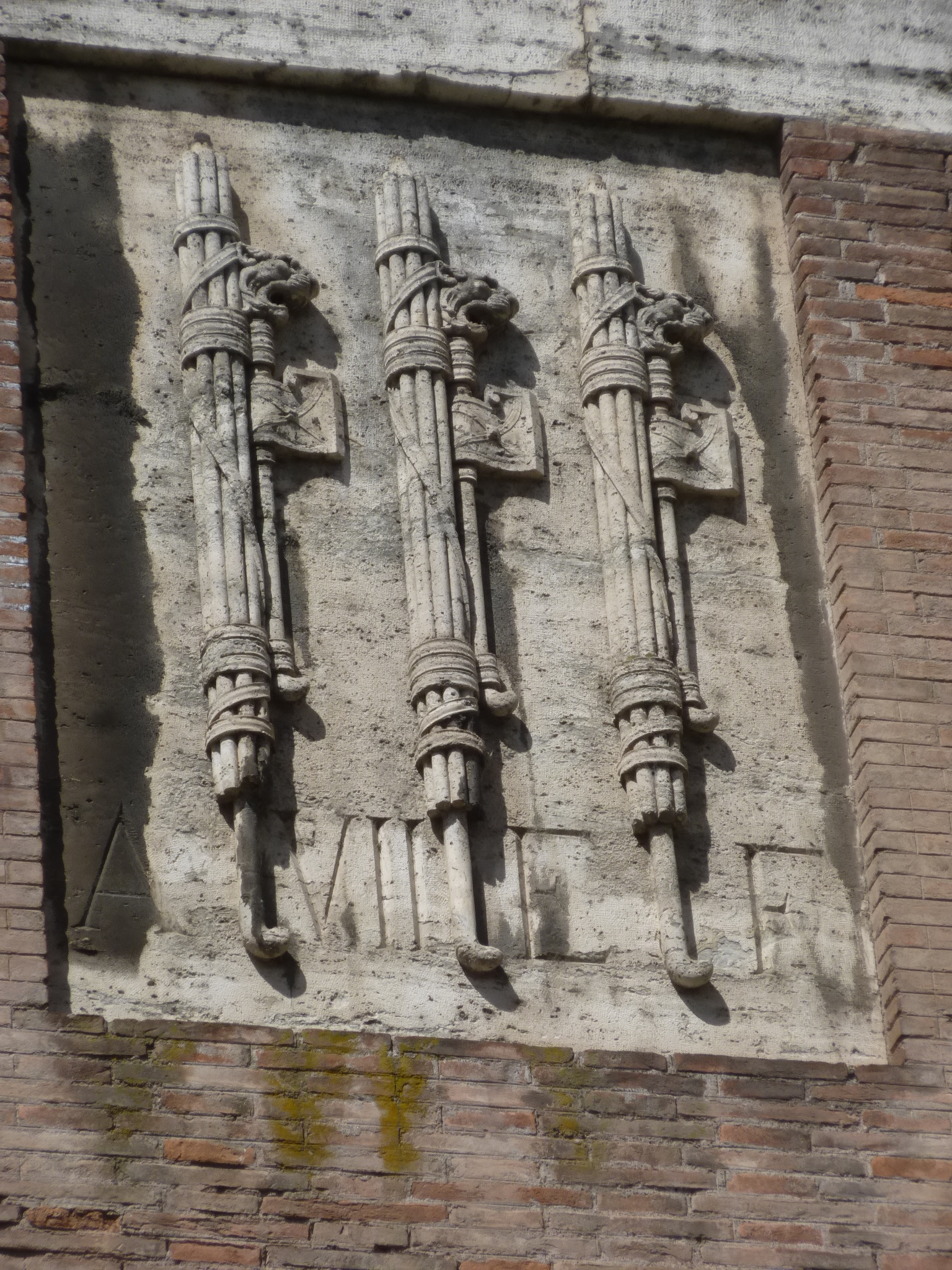
Tafel mit dem faschistischen Rutenbündel. Marcellustheater Rom, datiert mit A. VII E.F. (1929, 7 E.F.)

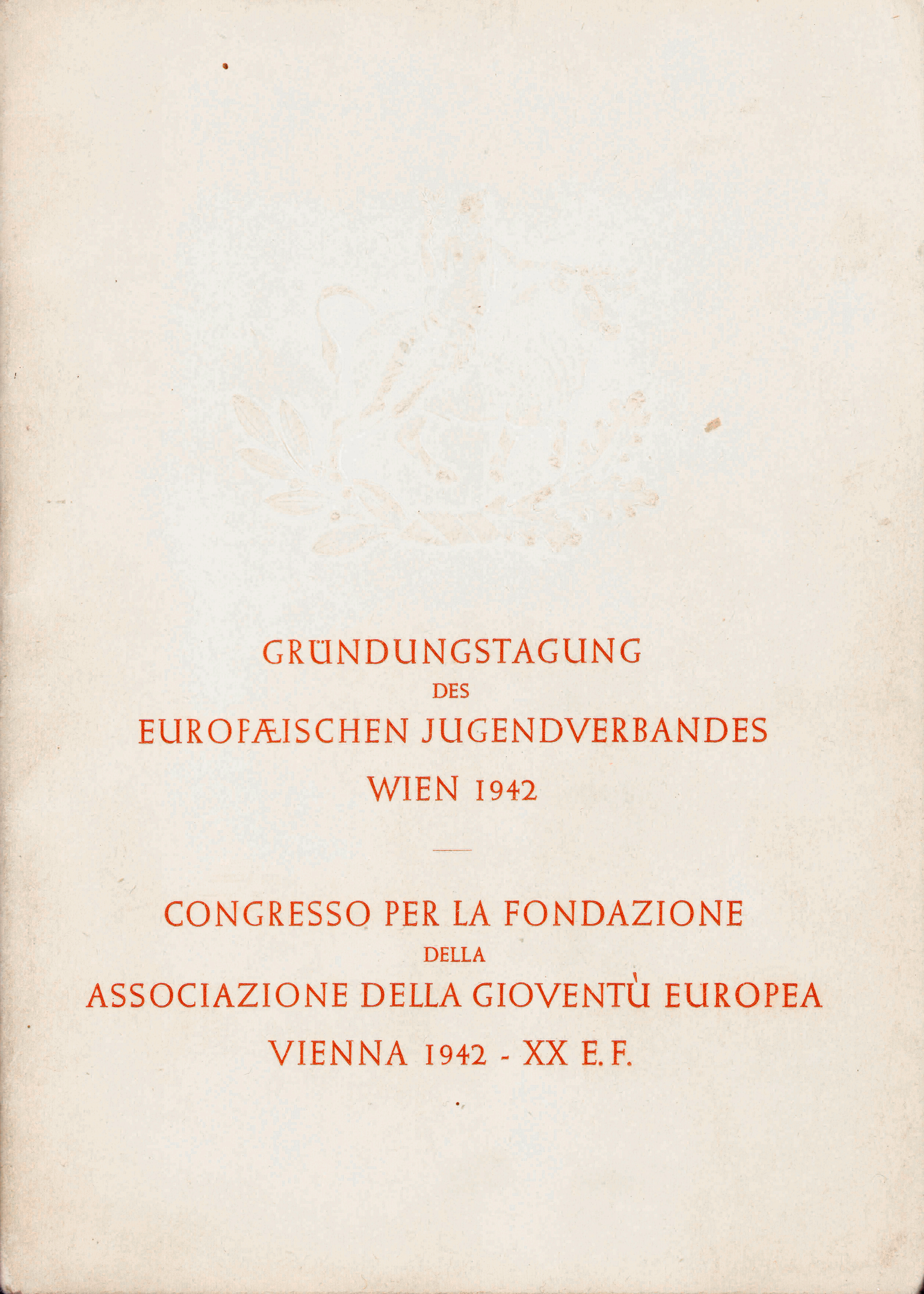
Angabe zur E.F. auf einem Tagungsprogramm im September 1942 in Wien

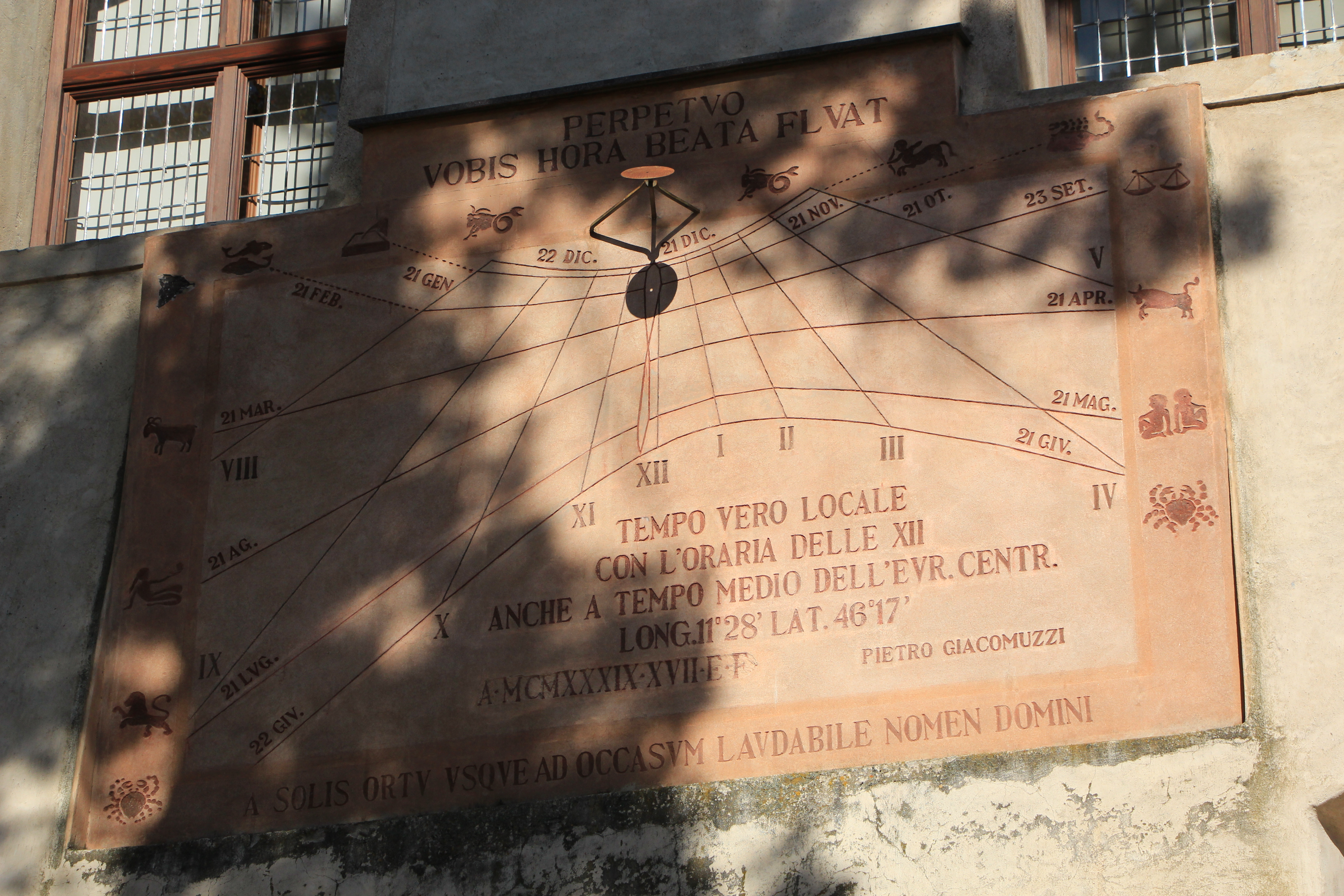
Sonnenuhr in Cavalese mit dem Datum MCMXXXIX XVII E F (1939, 17 E F)

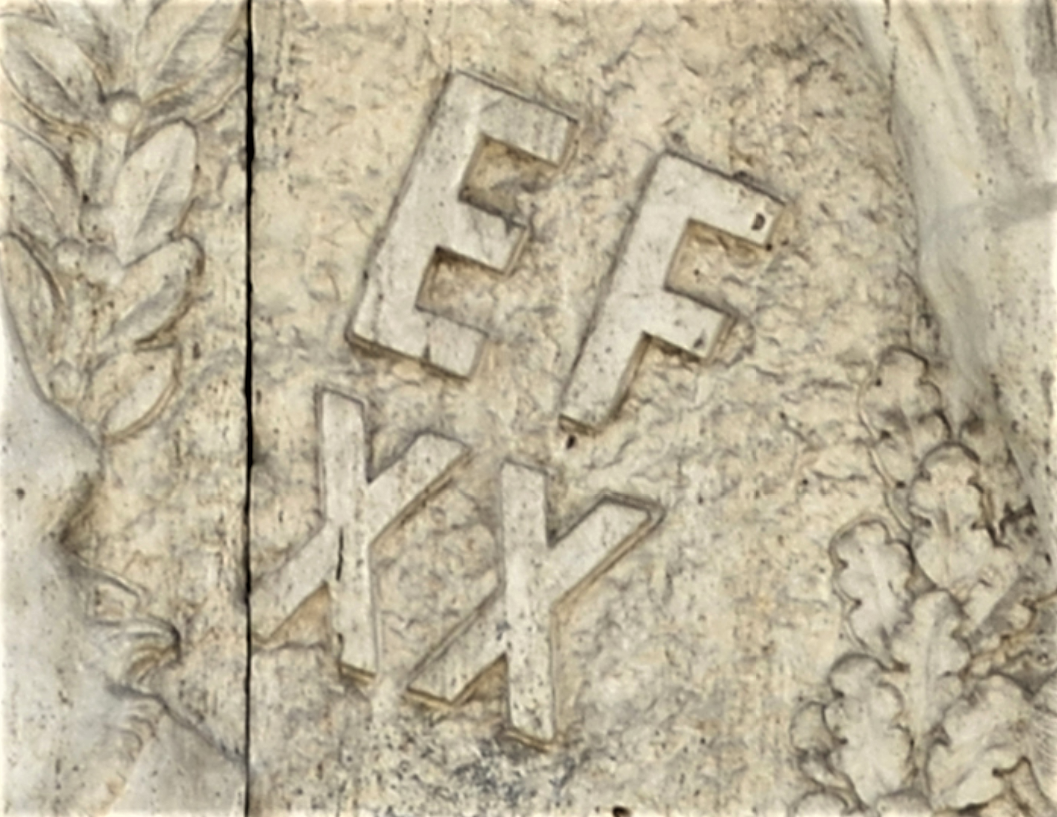
EF XX (1942, 20 E.F.) an der ehemaligen Casa Littoria in Bozen

Die Era Fascista (Faschistische Ära) war eine Jahreszählung im faschistischen Italien. Den ersten Tag, die Epoche, des Anno I (Jahr 1) der Era Fascista markierte die Vereidigung von Mussolini zum Präsident des Ministerrats am 29. Oktober 1922 nach dem Marsch auf Rom. Vorbild der Zeitrechnung Era Fascista war der republikanische Kalender der französischen Revolution von 1792.
Die neue Zählung wurde in einem Rundschreiben des Regierungschefs am 25. Dezember 1926 vorgestellt, und zum 29. Oktober 1927 trat die Verpflichtung in Kraft, neben dem gebräuchlichen Datum das Datum der faschistischen Ära hinzuzufügen. Sie war dazu gedacht, das „bürgerliche“ gregorianische Datum in der italienischen Öffentlichkeit zu ersetzen. Es kam so weit, dass es im Jahr 1939 den Zeitungen verboten war, über den Neujahrstag zu berichten.
Jedes Jahr der Era Fascista war ein Anno Fascista, abgekürzt A.F. Ein Datum der Era Fascista besteht aus dem gregorianischen Datum, gefolgt vom entsprechenden Jahr der Era Fascista in römischen Ziffern, da die faschistische Propaganda die Anlehnung an die römische Antike der Kaiserzeit suchte. So wurde das Jahr der Era Fascista geschrieben als Anno XIX, A. XIX oder mit dem Zusatz E.F. versehen.
Der zehnte Jahrestag des Marsch auf Rom im Anno X wurde in Anlehnung an die römischen Decennalia, den Feiern der zehnjährigen Regentschaft eines Kaisers, Decennale genannt. Der propagandistische Höhepunkt des Anno X war die Ausstellung Mostra della Rivoluzione Fascista in Rom. Zur Feier der zweiten Decennale, dem Anno XX, war die Weltausstellung Esposizione Universale di Roma in Italien geplant, die aufgrund des Krieges jedoch nicht mehr stattfand.
Der Kalender verlor jede Bedeutung mit dem Fall des Faschismus 1943 (Anno XXI) resp. 1945 (Anno XXIII) in der Italienischen Sozialrepublik von Salò, aber bis heute tragen viele Gebäude und Denkmäler in Italien noch die Daten der EF., so etwa das Relief von Hans Piffrader an der ehemaligen Casa Littoria in Bozen.